# 2016年ニーストラックテロ事件
2016年ニーストラックテロ事件（2016ねんニーストラックテロじけん、英:2016 Nice truck attack、または2016 Nice attack、仏:Attentat du 14 juillet 2016 à Nice)は、2016年7月14日（現地時間）にフランスの南部・ニースの遊歩道プロムナード・デ・ザングレにおいて、花火の見物をしていた人々の列にトラックが突っ込んだ事件である。フランスの検察当局はテロ事件として捜査。この事件により少なくとも84人が死亡し、202人の負傷者が出た。

## 概要
この事件は、花火の打ち上げが終わった後に、人々が帰る中で発生したものである。フランスでは、7月14日のバスティーユ襲撃にちなみフランス革命を祝うパリ祭の日にあたっていて、国内の主な都市では軍事パレードや花火が行われていた。
事件当時、海岸沿いにある道路一帯は車両の通行が規制されていたものの、犯人の男は、トラックをおよそ2キロにわたって人ごみの中を暴走させた。事件の目撃者によれば、実行犯はトラックでジグザグ運転し、子供を含む通行人をはねていき、1マイル以上走行したという。
その後、銃を乱射したが、警察官に射殺された。そのトラックからは2丁のライフル銃が押収。フランスのメディアによれば「今回のテロ事件は革命記念日を狙った計画的なものだ」とした上で、「事件を引き起こしたトラック運転手の男の背後には組織的な犯行グループがいる可能性が高い」という。
また、実行犯が事前にトラックのルートを下調べしていたことがわかっている。CCTVの録画映像によれば、実行犯はテロ数日前に19トントラックで景色を調べながらプロムナード・デ・ザングレをゆっくりと運転していた。
実行犯は2016年7月11日から14日にかけて12回もトラックでプロムナード・デ・ザングレ沿いを運転していた。
2016年7月14日、フランスのフランソワ・オランド大統領は2015年11月に発生したパリ同時多発テロ事件を受けて発令した非常事態宣言について、この2016年7月26日付けで解除する方針を明らかにしていた。オランド大統領は2015年11月のパリと今回のニースでのテロを防ぐことができなかったことで批判されている中、2016年7月17日にフランスの結束を呼びかけた。だがフランス共和党のニコラ・サルコジ党首は、過去18か月にわたってフランス政府がやるべき事をやっていないとしオランド大統領を非難した。その翌日にはフランスのマニュエル・ヴァルス首相がテロの犠牲者へ黙祷をする前後に群集からブーイングを浴びた。

## 実行犯・容疑者
トラックテロ攻撃の主犯はチュニジア生まれでフランス居住権も有していた。
トラックテロの実行犯の電話やパソコンの記録から、実行犯は数人の仲間と共に一年前から犯行を準備していたことが明らかになった。
2016年7月17日時点で7人が勾留されており、それら容疑者達は主犯に武器を提供したと考えられている。ISILはそれらをISILの兵士達と形容している。
2016年7月21日の時点で5人が共犯の容疑にかけられており、4人が男性(2人がフランス・チュニジア二重国籍、1人がチュニジア人、1人がアルバニア人)、1人が女性(フランス・アルバニア二重国籍)である。22歳の共犯容疑者の居住地下室からはAK-47と弾薬が見つかっている。
2022年12月13日、パリの裁判所はテロ計画に加わった罪などで被告8人全員に禁錮18年～禁錮2年の実刑判決を言い渡した。

## フランスのテロリズムへの脆弱性
第二次世界大戦以降、フランスはフランスの旧植民地の国々の国民を移民として大量に受け入れなおかつそれらの国家の国民の圧倒的多数がムスリムであった。この結果、事件当時の段階でフランスの人口の約10%がムスリムであり、彼らがイスラーム過激派になる下地が形成されている。
ニースでのテロの実行犯は4月からモスクに通うようになったと言われ、数か月の間に急激にイスラーム過激派になったと報告されている。
2016年7月15日の時点では、ニースでのテロとISILの関連性は明確ではないが、フランスは欧州の国家の中でも最も多くの兵士を対ISIL戦に送り出している。フランスはシェンゲン圏内にありテロリストや武器の移動を防ぐことができない。2015年11月のパリ同時多発テロ事件のテロリスト達はブリュッセルを拠点としていたのであり、シェンゲン協定を利用してブリュッセル・パリ間を自由に行き来していたのである。もしニースのテロの実行犯がISILに影響されて殺戮を行ったとすれば、フランスはイスラーム過激派によるテロに脆弱であることが今回の事件でも示されたことになる。
移民反対派の見解
2016年7月15日、アメリカのジェフ・セッションズ上院議員がニースでのテロ事件に関して移民政策はテロへの脆弱性を高めると論じた。「フランスにおけるムスリムの人口は西ヨーロッパで最大であり、不幸にしてそれらムスリムは同化に抵抗しフランス文化を拒絶し自らをフランス社会から隔離する道を選んでいる。
既に何度も見てきているように、これがイスラム過激主義と暴力につながっているのだ。我々米国国民も日に日にフランスと同じ問題を抱えるようになってきている。2001年9月11日のアメリカ同時多発テロ事件以来およそ150万ものムスリム移民に米国定住許可を与えている。バラク・オバマが大統領の任期を終えるまでにオバマは米国の移民政策を今まで以上に脆弱にするだろう。
米国民は、テロとつながりのある国家からの移民に米国がどれだけ寛容かを理解せねばならない。
米国民はフランスのために悲しむと同時に、移民政策をより注意深く行わない限り米国が新たなテロ攻撃をうける可能性が高まることは覚えておかねばならない」とセッションズ上院議員は述べた。
ポーランドのマリューシュ・ブワシチク内務大臣もテロ事件はフランスの多文化主義の結果だと述べた。ブワシチク政権は、ポーランドの難民受け入れを拒絶し、反テロ法の制定を目指している。

## フランス国外の反応
- イギリス - ボリス・ジョンソン外務大臣は7月15日、ニースでのおぞましい事件にショックで胸が締め付けられる思いであり、イギリスの思いは仏国・ニースの人々と同じであると述べた[22]。
- アメリカ合衆国 - バラク・オバマ大統領は7月14日、今回のトラック突入についてテロと断定したうえで「無実の市民を殺傷した恐ろしいテロを最も強い言葉で非難する」という趣旨の声明を明らかにし、フランス政府に対して捜査に関しての全面支援を示した[23]。
- 日本 - 安倍晋三首相も7月15日、犠牲者への哀悼の意と負傷者に対するお見舞いを述べた上で、フランスを始めとする各国と連携しテロに対して断固とした対応を取っていくことを表明した[24]。
- 北朝鮮 - 朝鮮民主主義人民共和国の李洙墉（リ・スヨン）外相がファビウス外相に弔電を送ったと報じた。「フランス人民が一日も早く悲劇から立ち直り、安定を回復させることを心より願う」と弔電を送った。[25]
- 中華人民共和国 - 李克強首相は7月15日に「犠牲者に深い哀悼の意を表する。この行為に断固反対する」と記者団に対して述べた[26]。
- 欧州連合 - ドナルド・トゥスク欧州理事会議長は7月15日に「我々は犠牲者の家族やフランスの人々、政府と連帯して暴力に対抗していく」とコメントしている[26]。
- ロシア - ロシア大統領府は7月15日、ウラジーミル・プーチン大統領がオランド大統領へ弔電を送ったことを明らかにした。その中で、「テロリズムと徹底的に戦うために、文明的な人類全体の力を結集せねばならない」と述べた[27]。

## 影響
交通
7月15日時点でニースでの事件による交通機関の大きな乱れは報告されておらず、ユーロスターはニースに通常どおり運転、空の便にも乱れはない。
だが、ブリティッシュ・エアウェイズとイージージェットはニース行きの乗客に予約変更の選択肢を与えている。
経済
2015年12月に行われたWTTCの調査によれば、2015年11月のパリ同時多発テロ事件の影響は13か月続き、観光客数やホテル予約数を減らすだろうと考えられている。
今回のニースでの事件はフランスの都市がテロリズムに脆弱であるという懸念を広めるだろうとみられている。
2016年7月15日から23日までの期間で、ニースへのフライト予約件数は前年度と比較して57%減少している。エールフランスやKLMもアメリカや中国からの観光客の需要が減少していることに懸念を示している。
フランス政府への信頼
テロ事件直後にIFOPが行った世論調査によれば、フランス政府が十分なテロ対策を講じていないと考えるフランス有権者は全体の約7割を占めた。
非常事態宣言
フランス国民議会は非常事態宣言を2017年1月末まで継続させることを決定した。